# Faille du Lanalhue

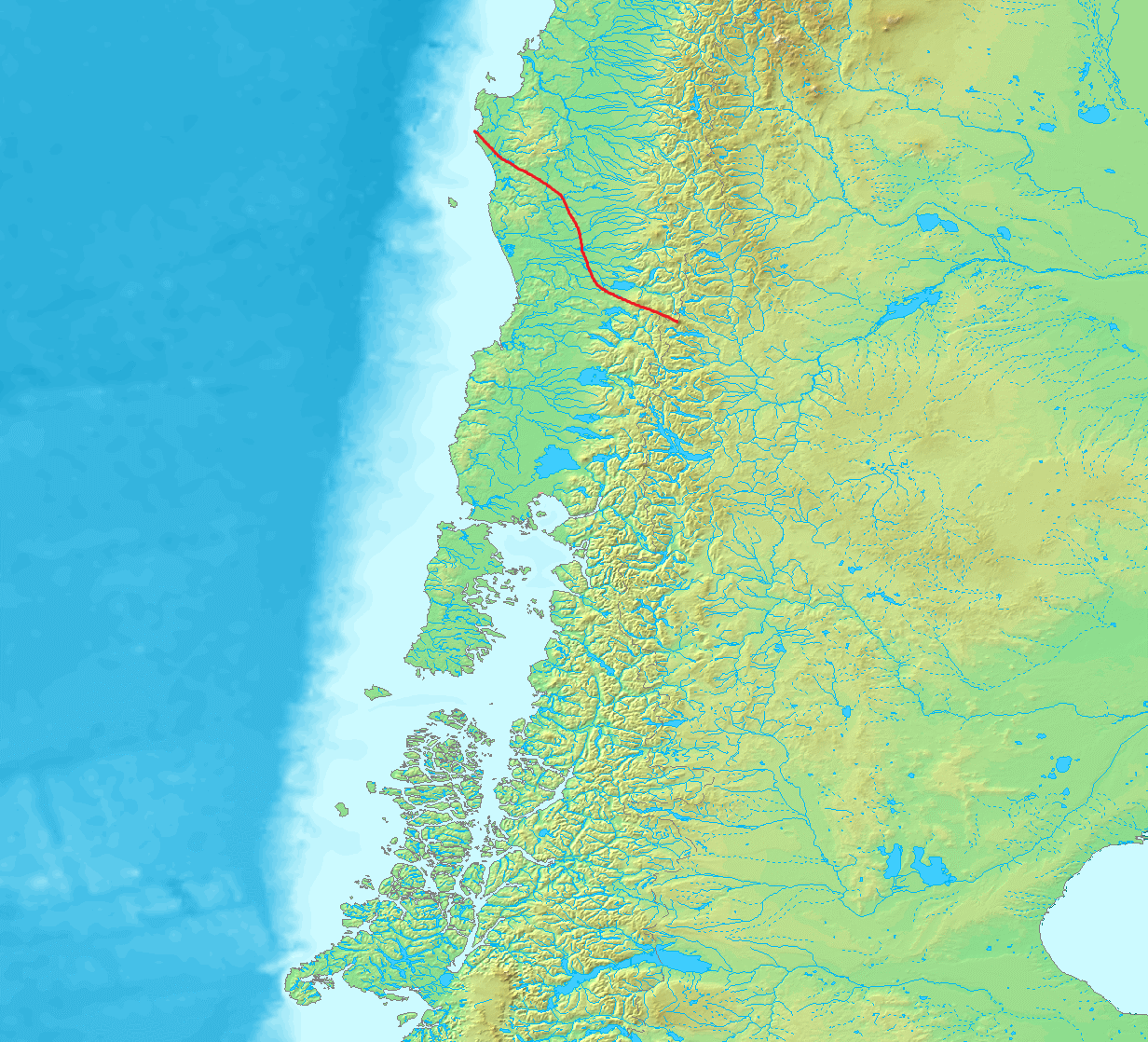
La frange rouge montre l'extension de la faille telle que pensée auparavant. On sait à présent que cette faille termine après le croisement du lac Villarrica.

Plus que d'une faille, il serait plus correct de parler d'un système de failles. Ce système de failles contient une faille principale et plusieurs failles secondaires du genre "splay". La faille du Lanalhue est la faille principale avec une orientation du nord-ouest au sud-est. Elle démarre près de la côte et elle suit par la plaine littorale. Elle se divise en deux près du lac Lanalhue. La faille principale passe à travers la colline Cerro Lanalhue en tant que la faille secondaire passe à travers le lac Lanalhue, d’où ce système de failles tient son nom. La faille principale après continue par la cordillère de Nahuelbuta des régions du Biobío et de l'Araucanie. Ensuite, elle passe  à travers les collines cerro Ñielol et cerro Conun Huenu. Ensuite, cette faille continue par la Vallée centrale avant de terminer près de Villarrica, une des plus importantes villes touristiques du sud du Chili. Cette faille délimite presque tout le bloc de Chiloé par le nord. 

## Séismes de 1960 à Chili
Voir Séisme de 1960 à Concepción, Séisme de 1960 à Valdivia.
Ces séismes et leurs répliques ont commencé près de cette faille.